# Эль-Мазьюна
Эль-Мазьюна (араб. المزيونة‎) — небольшой город на юго-западе Омана, на территории мухафазы Дофар. Административный центр вилайета Эль-Мазьюна. Численность населения на 2010 год составляла 4257 человек.

## Географическое положение
Город находится в западной части мухафазы, вблизи государственной границы с Йеменом. Абсолютная высота — 508 метров над уровнем моря.
Эль-Мазьюна расположен на расстоянии приблизительно 169 километров к северо-западу от Салалы, административного центра мухафазы и на расстоянии 865 километров к юго-западу от Маската, столицы страны.

## Экономика
В районе Эль-Мазьюны расположена свободная экономическая зона.

## Транспорт
Ближайший гражданский аэропорт расположен в городе Салала.